# ArduSat
ArduSat es un satélite en miniatura con software de código abierto, desarrollado por la empresa Arduino , basado en el CubeSat estándar. Tiene un conjunto circuitos y sensores producido por Arduino. El público general podrá utilizar estos dispositivos para sus propios propósitos mientras estén en el espacio exterior.
ArduSat fue diseñado por Nanosatisfi LLC, una compañía aeroespacial qué en palabras de Phil Plait  tiene "el objetivo para democratizar acceso al espacio" y fue fundado por 4 estudiantes de posgrado de la Universidad Espacial Internacional en 2012.
ArduSat es el primer satélite de código abierto que proporcionará  acceso al público en general al espacio.

## Cronología del proyecto

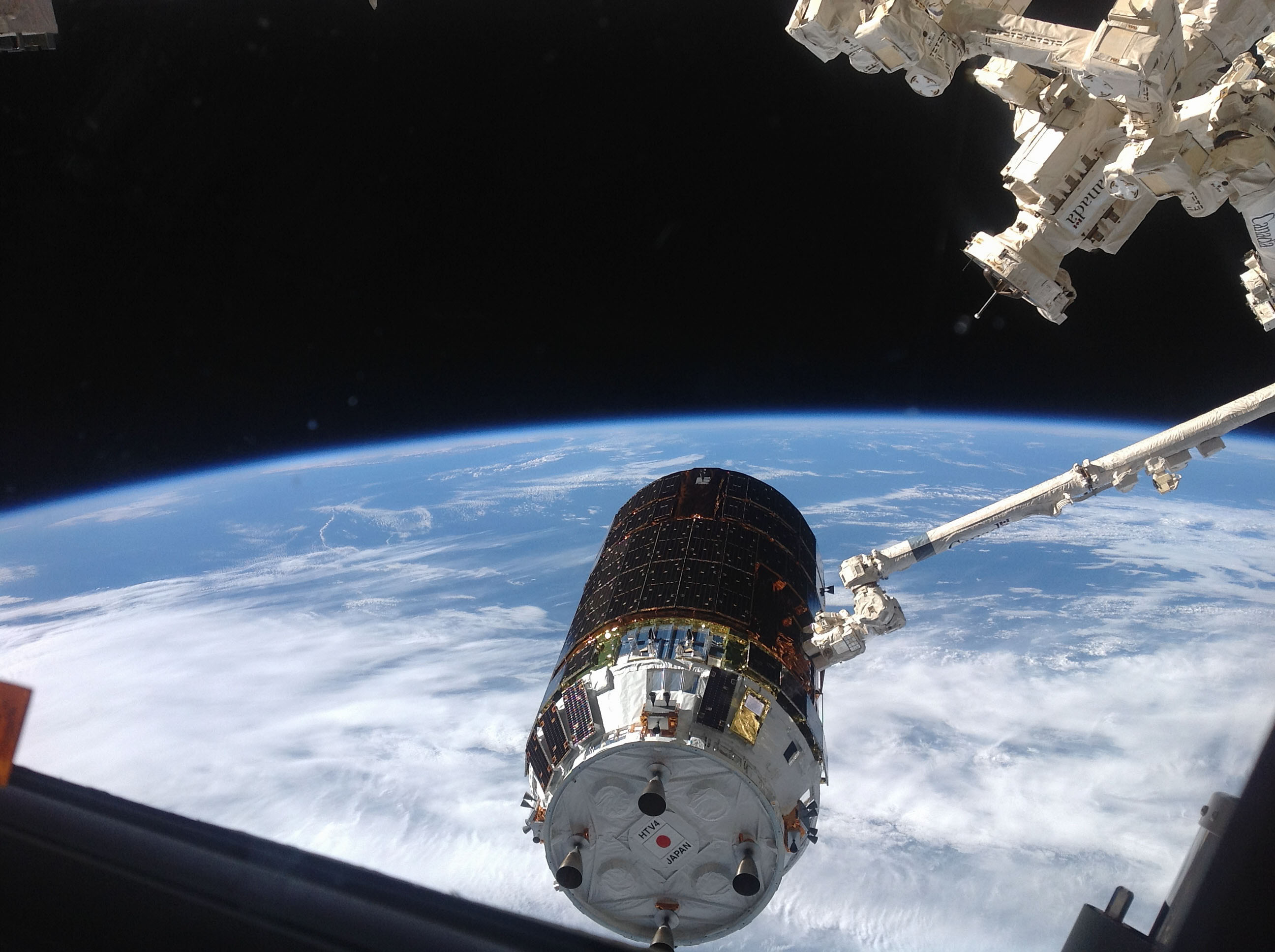
9/8/ 2013 - En la Estación Espacial Internacional el Canadarm2 engancha al vehículo no tripulado japonés "Kounotori" H2 (HTV-4) cuando se acerca la estación, llevando al ArduSat-1 y ArduSat-X entre 3.6 toneladas de experimentos científicos

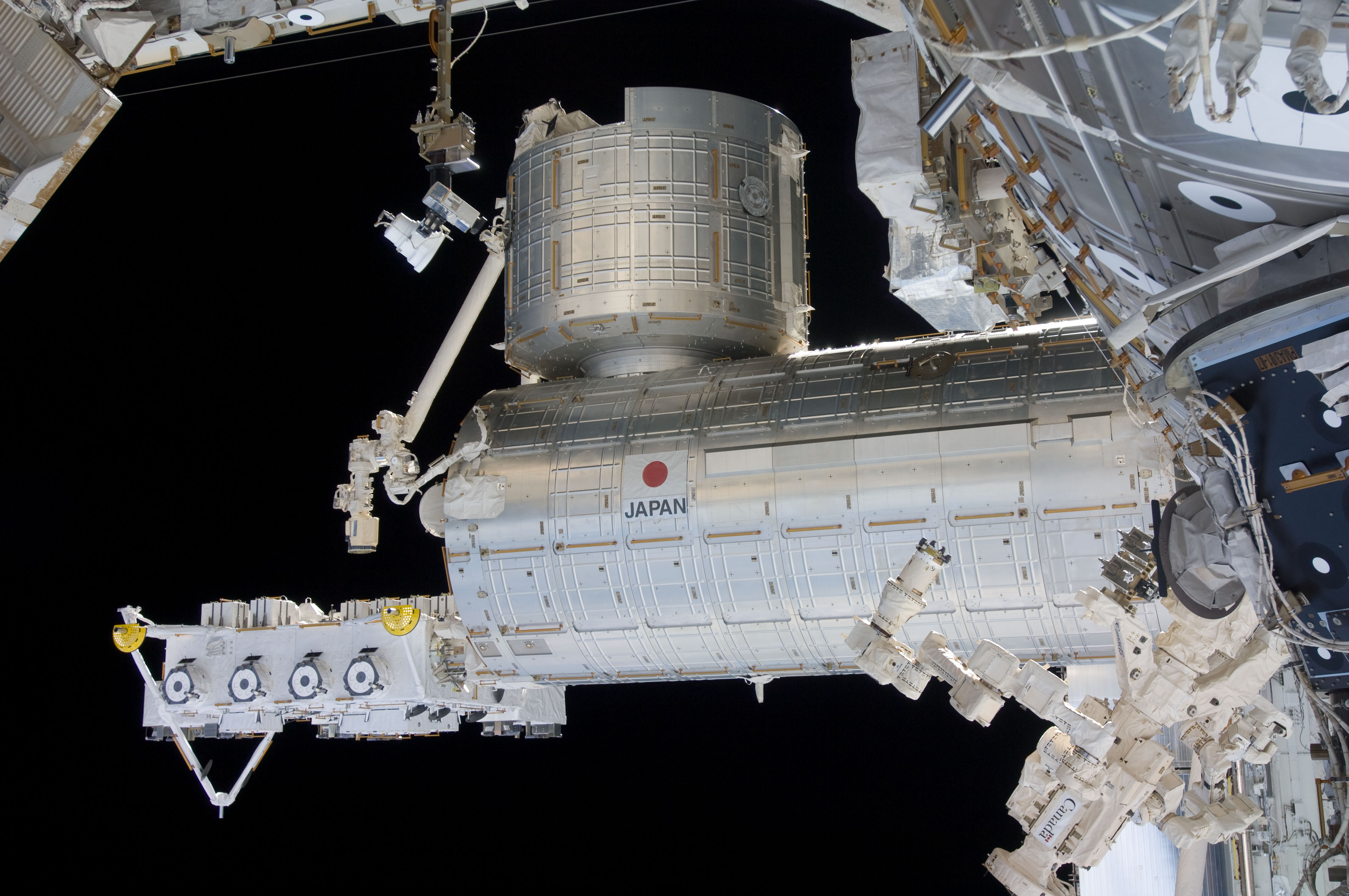
El Módulo de experimentos japonés, laboratorio Kibo, y las instalaciones abiertas, desde donde el CubeSats será lanzado desde la Estación Espacial Internacional.

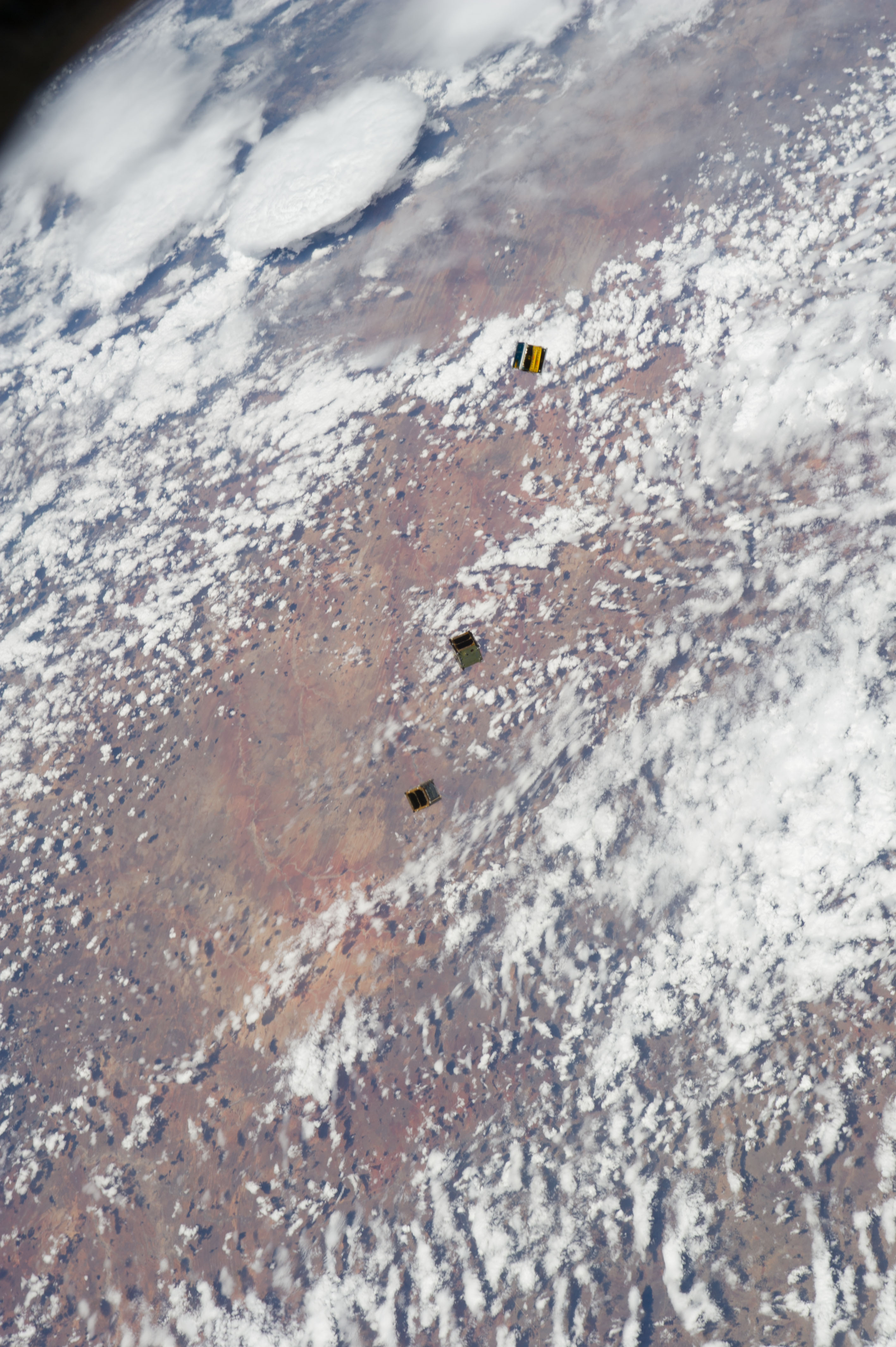
ArduSat-1, ArduSat-X y Pico Dragon fotografiados desde la estación espacial después de su lanzamiento el 19/11/2013.

| Fecha                                | Acontecimiento |
| ------------------------------------ | --- |
| 15 de junio de 2012                  | Lanzamiento de la campaña de micromecenazgo para el ArduSat a través de Kickstarter. El objetivo era alcanzar los 35.000 dólares. |
| 15 de julio , 2012                   | Después de 30 días de campaña, el proyecto obtuvo donaciones por un total de 106330 dólares de 676 "partidarios". |
| Agosto, 2012                         | Diseño del prototipo ArduSat con carga útil . |
| 27 de octubre de 2012                | Prueba a gran altitud del ArduSat. Estuvo a 25.000 metros de altura en un globo estratosférico. Durante el vuelo que duró unas dos horas, el satélite ejecutó programas , probó los sensores y tomó imágenes de la estratosfera superior." |
| 20 de noviembre de 2012              | Acuerdo firmado entre Nanosatisfi y NanoRacks para el despliegue del dos primeros satélites pequeños bajo el programa ArduSat a través de la NASA y el JAXA, uno en verano 2013, el otro en otoño de 2013. Eso hizo de ArduSat "los primeros satélite comerciales de EE.UU. desplegados en la Estación Espacial Internacional"                                   |
| Diciembre de 2012                    | Diseño de "un modelo de ingeniería del satélite con un hardware componentes de vuelo intercambiable". |
| 20-21 de abril de 2013               | ArduSat se propuso como un reto de aplicaciones espaciales de la NASA. El objetivo es extender la funcionalidad del ArduSat , presentado como "una plataforma de satélite abierta que ofrece acceso bajo demanda al espacio". 22 proyectos fueron presentados al ArduSat Challenge.                                                                              |
| 14 de mayo de 2013                   | Distribución de la primera versión del kit de desarrollo de software (SDK) del ArduSat en GitHub. Este SDK está hecho para que el público en general pueda proponer y desarrollar experimentos para la plataforma. |
| Mayo-julio de 2013                   | Ensamblaje y prueba de la versión final de ArduSat-1 y ArduSat-X. |
| 3 de agosto de 2013                  | Lanzamiento del ArduSat-1 y ArduSat-X a bordo del H-IIB , desde el complejo de lanzamiento Yoshinobu en Japón, a las 19:48:46 UTC |
| 9 de agosto de 2013                  | Captura del H-IIB vehículo de transferencia (HTV-4) por el brazo robótico Canadarm 2 de la Estación Espacial Internacional a las 11:22 UTC, guiado en posición de atraque hacia Harmony (Nodo 2), y finalmente instalado en su puerto a las 18:38 UTC. |
| 30 de agosto-3 de septiembre de 2013 | Junto con la carga del HTV-4 presurizada en un contenedor (PLC), ArduSat-1 y ArduSat-X fueron transferidos al ISS. |
| 15 de noviembre de 2013              | El ingeniero de vuelo Mike Hopkins instala en el módulo de experimentación japonés Kibo, el pequeño satélite en la plataforma de experimentos múltiples. |
| Nov. 19, 2013                        | ArduSat-1 y ArduSat-X son lanzados del módulo de experimentación Kibo desde las instalaciones exteriores, (junto con el Pico Dragon CubeSat). El ingeniero de vuelo Koichi Wakata utiliza el compartimiento estanco para pasar el pequeño satélite al exterior del Kibo. El brazo robótico japonés entonces maniobra desde la esclusa para soltar los satélites. |

## Características técnicas

### ArduSat-1 y ArduSat-X
El ArduSat el proyecto actualmente consiste en dos satélites idénticos: ArduSat-1 y ArduSat-X.
| Categoría                      | Especificaciones |
| ------------------------------ | --- |
| Arquitectura general           | 1U CubeSat : los satélites implementan las dimensiones de 10×10×10 cm del CubeSat |
| Características de computación | Basado en sistemas Arduino : El ArduSat está equipado con 16 nodos procesadores (ATmega328P) y 1 nodo supervisor (ATmega2561) . Los nodos de procesador están dedicados a la informática de los experimentos (cada una encima un nodo), el supervisor carga el código a los nodos de procesador. |
| Sensores                       | Los procesadores de Arduino toman datos de los siguientes sensores : - Un magnetómetro digital de 3 ejes (MAG3110) - Un giróscopo digital de tres ejes (ITG-3200) - Un acelerómetro de tres ejes (ADXL345) - Un sensor de temperatura infrarroja con un amplio ancho de banda (MLX90614) - Cuatro termómetros digitales (TMP102) : dos en la carga útil, dos en la placa base - Dos sensores de luminosidad (TSL2561) cubriendo la luz infrarroja y visible : una en la cámara de la placa base ,otra en su abertura - Dos contadores geiger (LND 716) - Un espectrómetro óptico (Spectruino) - Una cámara con 1.3MP (C439) |
| Codificación                   | Los experimentos para ArduSat fueron desarrollados en C/C++ para AVR/Arduino, utilizando el ArduSat SDK. |
| Comunicaciones                 | ArduSat Está equipado con un transmisor medio-dúplex UHF, operando en el 435–438 MHz bandas de frecuencia (radioaficionados) con implementación Corrección de errores en transmisiones digitales(FEC) y Viterbi la codificación basada en el estándar CCSDS. - ArduSat-1 : 437.325 MHz 9k6 MSK CCSDS downlink - ArduSat-X : 437.345 MHz 9k6 MSK CCSDS downlink Ambos satélites tienen una radiobaliza (FM 800 Hz ) transmitiendo en 20 WPM cada dos o tres minutos encima 437.000 MHz. La baliza estaba estructurada en el siguiente formato: - ArduSat-1 almenara: voltaje de Batería (uint16_t), RX_contador (número de paquetes de dato válidos recibidos, uint32_t), TX_contador (número de paquetes de dato válidos enviados, uint32_t), “WG9XFC-1″ - ArduSat-X almenara: voltaje de Batería (uint16_t), RX_contador (número de paquetes de dato válidos recibidos, uint32_t), TX_contador (número de paquetes de dato válidos enviados, uint32_t), “WG9XFC-X” |